# Elly van Hulst
Elly van Hulst (Países Bajos, 9 de junio de 1959) es una atleta neerlandesa retirada especializada en la prueba de 3000 m, en la que consiguió ser campeona mundial en pista cubierta en 1989.

## Carrera deportiva
En el Campeonato Mundial de Atletismo en Pista Cubierta de 1989 ganó la medalla de oro en los 3000 metros, con un tiempo de 8:33.82 segundos que fue récord del mundo, por delante de la británica Liz McColgan y la rumana Margareta Keszeg.